# Andersbo Flaxtjärn
Andersbo Flaxtjärn är en sjö i Avesta kommun i Dalarna och ingår i Dalälvens huvudavrinningsområde.